# 美因哈特
美因哈特是德国巴登-符腾堡州的一个市镇。总面积58.69平方公里，总人口5723人，其中男性2807人，女性2916人（2011年12月31日），人口密度98人/平方公里。